# Act Against Slavery

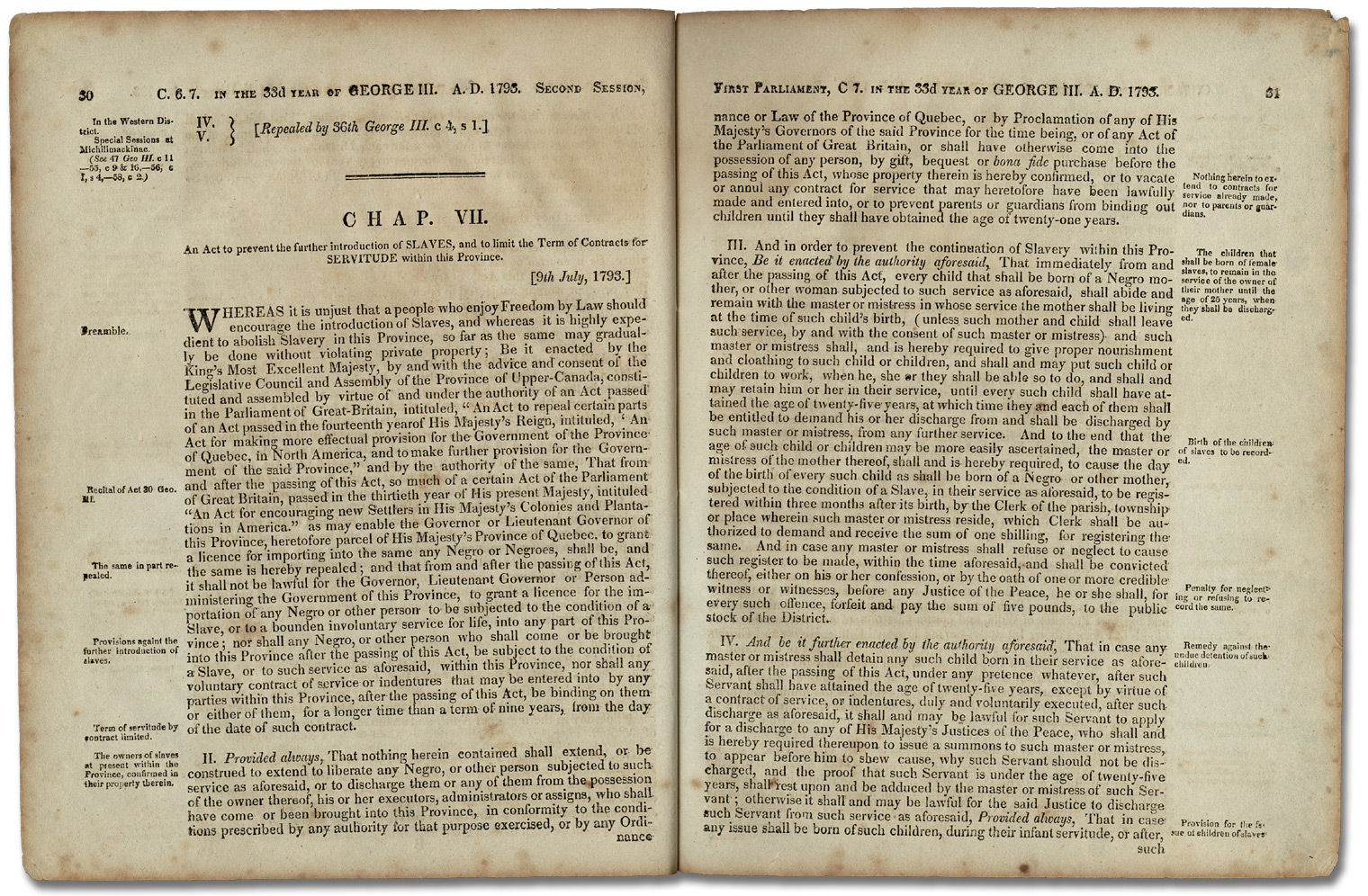
Act Against Slavery

Act Against Slavery, formellt med namnet An Act to Prevent the further Introduction of Slaves and to limit the Term of Contracts for Servitude within this Province, var en lag införd under den andra sessionen av Övre Kanadas första parlament 9 juli 1793, som förbjöd slavhandeln och förklarade de barn som hädanefter föddes till förslavade mödrar skulle bli fria.

## Bakgrund
I Kanada förekom slaveri bland både kolonister och urinnevånare. Slavarna var antingen afroamerikaner importerade från slavhandlare i USA, eller indianer (ofta ur pawneestammen) tillfångatagna och sålda av en fientlig stam. Eftersom det inte fanns någon plantageverksamhet i Kanada var slavbefolkningen låg, och de flesta arbetade i hushållen som tjänstefolk. Sedan Nya Frankrike år 1763 blev brittiskt växte abolitionismen i takt med dess starkare ställning i Storbritannien.

## Akten
Act Against Slavery förbjöd all import av slavar från utlandet. Den förklarade att alla barn som föddes till en förslavad mor efter lagens införande automatiskt blev fria vid 25 års ålder. Eftersom slavstatus enligt lagen alltid hade ärvdes av modern och inte efter fadern, innebar det i praktiken en avveckling av slaveriet. Akten avskaffade däremot inte slaveriet direkt, eftersom den fastslog att alla befintliga slavar skulle fortsätta vara slavar. 

## Efterspel
Akten var den enda lag som infördes mot slaveriet i Kanada under denna period. Slaveriet som sådant blev inte formellt avskaffat i Kanada förrän genom Slavery Abolition Act 1833, men i praktiken hade den vid den tiden redan upphört. En serie vägledande domstolsbeslut under 1790-talet ledde till att Nedre Kanada fastslog att lagen inte tillät att en slav hölls kvar hos sin ägare mot sin vilja, vilket i praktiken upphävde slaveriet även i denna provins. Vid sekelskiftet 1800 hade prejudicerande domstolsbeslut i samtliga kanadensiska provinser, bland dem Nova Scotia, infört så stränga krav på ägobevis att slaveriet inte kunde upprätthållas. 